# アリンタラート26警察特殊部隊

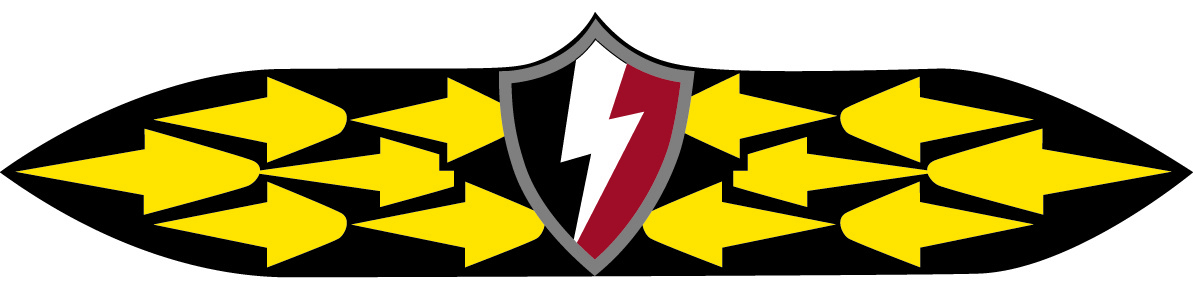
テロ対策コースバッジ、タイ王国警察。

アリンタラート26警察特殊部隊 (タイ語:อรินทราช 26、英語：Arintharat 26 Special Operations Unit）は、警察系特殊部隊。もしくは、タイ王国国家警察 首都圏警察本部 特別捜査任務部 第2暴動鎮圧部隊隷下 第5中隊。1983年創設。タイ版SWAT。

## 概要
アリンタラート26警察特殊部隊 はタイ王国首都圏警察隷下の特殊強襲作戦部隊（SWAT）である。部隊名の中の26は創立年である仏歴2526年より名づけられている。凶悪犯罪、騒乱の際に強襲、逮捕を行う。主にバンコク首都圏近郊における危機管理を担当する。部隊規模は中隊規模。中隊長と立場は公務の監督責任者である。ナレースワン261警察特殊部隊と同時期に創立された部隊であるが、ナレースワン部隊とは管轄地域、配属が異なる。現在、首都圏警察 特別捜査任務部 対テロリズム課（กองกำกับการต่อต้านการก่อการร้าย）として昇格させるための整備が行われている。

## 訓練
入隊者は、武器使用に精通するため特殊訓練を受ける必要がある。警察学校の特別カリキュラムに加え、対テロ訓練カリキュラムを受講する。

## 主要装備
通常使用する銃器は、H&K MP5シリーズの短機関銃であるとされ、タイ国内での対テロ活動を写した写真から確認できる。

## 関連事項
- タイ王国国家警察庁
- タイ王国首都圏警察
- ナレースワン261警察特殊部隊-タイ警察特殊部隊
- 特殊部隊